# Genevieve Hamper
Genevieve Hamper (8 de septiembre de 1888 – 13 de febrero de 1971) fue una actriz teatral y cinematográfica estadounidense, activa en la época del cine mudo. 

## Biografía
Nacida en Detroit, Míchigan, su nombre completo era Genevieve Josephine Hamper. Fue actriz teatral, aunque a lo largo de su carrera rodó algunas películas, todas ellas junto a su marido, el famoso intérprete de Shakespeare Robert B. Mantell (1854-1928). Mantell, de origen escocés, había debutado en el cine a los 61 años de edad, y era 35 años mayor que su esposa. El matrimonio tuvo un hijo, Bruce Mantell Jr. (1912–1933).
Tras la muerte de Mantell, ella se casó con otro actor, John Alexander. Genevieve Hamper falleció en la ciudad de Nueva York en 1971, a los 83 años de edad. Fue enterrada en el Cementerio Kensico, en Valhalla (Nueva York).

## Filmografía
- Blindness of Devotion, de J. Gordon Edwards (1915)
- The Unfaithful Wife, de J. Gordon Edwards (1916)
- The Green-Eyed Monster, de J. Gordon Edwards (1916)
- A Wife's Sacrifice, de J. Gordon Edwards (1916)
- The Spider and the Fly, de J. Gordon Edwards (1916)
- Tangled Lives, de J. Gordon Edwards (1917)
- Under the Red Robe, de Alan Crosland (1923)